# Joseph Heco
Joseph Heco (né Hikozō Hamada 浜田彦蔵 le 20 septembre 1837, mort le 12 décembre 1897) est le premier Japonais à avoir été naturalisé américain.

## Biographie
En 1851, le navire de Hikozō Hamada, le Eiriki Maru, est détruit par une tempête dans l'océan Pacifique. Recueilli par le navire de transport américain Auckland avec 17 autres survivants, il parvint aux États-Unis en février 1851. Il devint citoyen américain sous le nom de Joseph Heco et fonda plus tard le premier périodique en langue japonaise aux États-Unis.
Son histoire présente de fortes analogies avec celle de Nakahama Manjirō, autre pêcheur japonais parvenu aux États-Unis dix ans avant lui dans des circonstances similaires.

## Hommage
- (19156) Heco, astéroïde nommé en son honneur.